# Henry Bell (enginyer)
Henry Bell (1767 – 1830) va ser un enginyer escocés que és conegut per haver construït el primer vaixell de vapor de passatgers que va funcionar amb èxit a Europa.

## Biografia
Va ser el cinquè fill de Patrick Belli Margaret Easton, membres d'una nissaga ben establerta de constructors de molins i altra maquinària i enginyers d'Escòcia i del Regne Unit. Henry Bellva aprendre els oficis de pedrer el 1780. Tres anys més tard va prendre l'ofici de constructor de molins i altra maquinària (millwright). Més tard va aprendre modelisme naval a Borrowstounness.
Va esdevenir un enginyer civil a Glasgow. " 

## Vaixells de vapor
La idea de propulsar vaixells mitjançant una màquina de vapor H. Bell la tenia des de feia anys i va intentar conéncer T Lord Melville que aquesta idea seva era pràctica, però inicialment va fer construir a Glasgow el Comet, un primer vaixell de vapor seguit l'any següent per un altre (PS Comet) de pales de 30 tones i accionat per la potència de 3 cavalls de vapor. Va ser construït per Messrs John Wood and Co., a Port Glasgow al riu Clyde. El seu primer viatge, amb passatgers, va ser, el 18 de gener de 1812, per aquest riu amb 21 milles riu amunt, des des Port Glasgow a Broomielaw, Glasgow.
Bell redissenyà aquest vaixell i el setembre de 1819 entrà en servei des d'Oban a Fort William (via el Canal Crinan). Tanmateix el 13 de desembre de 1820 el Comet naufragà, pels forts corrents, a Craignish Point, prop d'Oban. Bell construí un altre vaixell,
el Comet II, però el 21 d'octubre de 1825 xocà amb un altre vaixell de vapor, anomenat Ayr, a Kempock Point, Gourock. El Comet II s'enfonsà molt de pressa i hi moriren 62 passatgers dels 80 que portava. Després de la pèrdua del seu segon vaixell, Bell abandonà la seva tasca en la navegació de vapor.
Bell no va tenir cap profit econòmic del seu invent i morí en la pobresa.

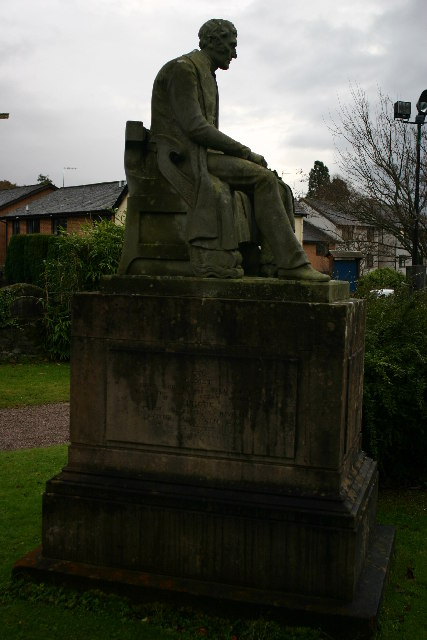
Tomba de Henry Bell a Rhu